# Solteco
El solteco; és una de les llengües zapoteques que podria estar extinta durant els pròxims anys. El 2010 es va informar de l'existència de vuit parlants d'aquest idioma a Oaxaca. El territori on es va parlar solteco abastava sectors de la Regió de la Sierra.